# Neuronales Korrelat des Bewusstseins
Neuronale Korrelate bewussten Erlebens (engl. neural correlates of consciousness) sind Gehirnaktivitäten, die mit Bewusstseinsprozessen einhergehen. Die Suche nach neuronalen Korrelaten ist ein zentrales Projekt der neurowissenschaftlichen Erforschung bewussten Erlebens.
Theorien zu neuronalen Korrelaten bewussten Erlebens befinden sich grundsätzlich noch in einem vorläufigen Stadium. Dies liegt zum Teil an technischen Problemen, wie der mangelnden zeitlichen und räumlichen Auflösung von bildgebenden Verfahren, die Aktivitäten im Gehirn aufzeichnen. Außerdem ist bis heute noch nicht befriedigend geklärt, in welcher Weise das Gehirn Information speichert.

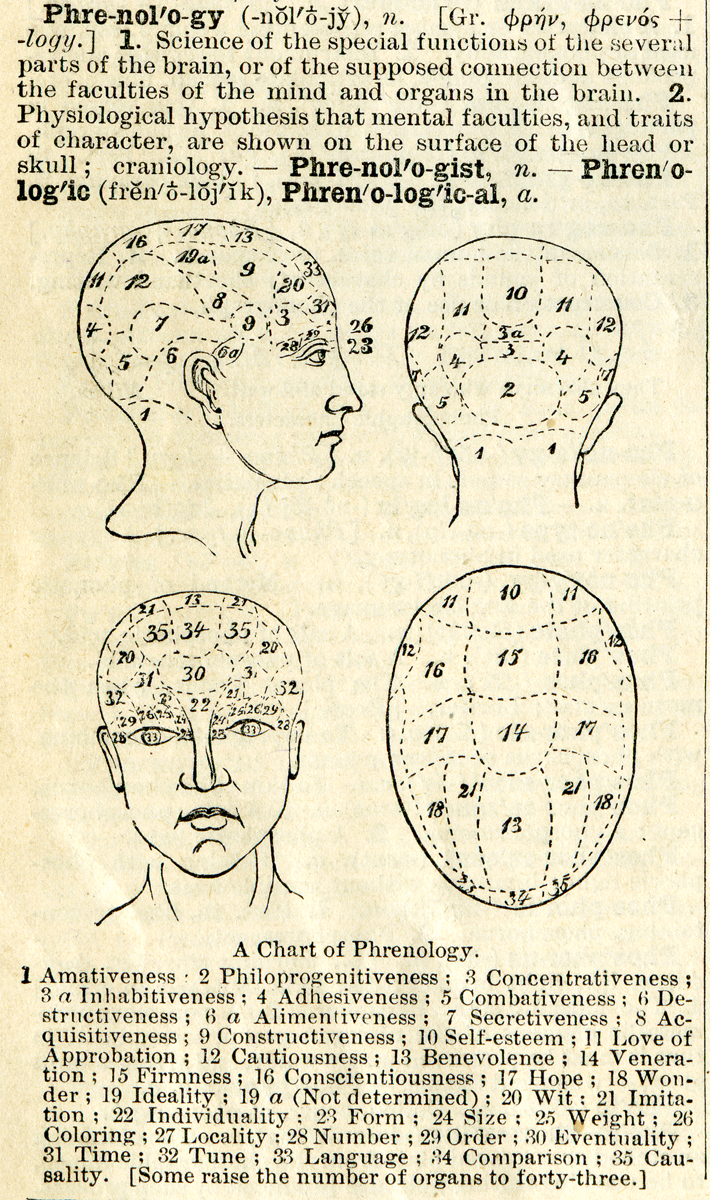
Schon in der Phrenologie wurden geistige Fähigkeiten einzelnen Schädelregionen und damit indirekt bestimmten Gehirnstrukturen zugeordnet.

## Geschichte und Übersicht
Bei der Suche nach neuronalen Korrelaten bewussten Erlebens handelt es sich um einen noch relativ jungen Teilbereich der Neurowissenschaften. Viele Entdeckungen wurden in den letzten 30 Jahren gemacht. Dennoch ist die Idee einer Entsprechung von mentalen und neuronalen Strukturen schon recht alt. Ein solches Forschungsprogramm war zwar im Rahmen der cartesianischen Metaphysik nicht sinnvoll, da Descartes von einem immateriellen Geist ausging, der nur an einer Stelle – der Epiphyse – mit dem Gehirn interagieren sollte. Allerdings versuchte schon Franz Josef Gall im ausgehenden 18. Jahrhundert, mentale Fähigkeiten mit bestimmten Bereichen des Gehirns in Beziehung zu setzen. Galls Phrenologie konnte sich jedoch nicht durchsetzen, da ihr präzise Daten fehlten, die für eine erfolgreiche Beschreibung von Entsprechungen notwendig gewesen wären.
Erste empirische Fortschritte stellten sich durch die neuropsychologische Forschung des 19. Jahrhunderts ein. Wissenschaftlern wie Paul Broca und Carl Wernicke gelang es, Hirnregionen ausfindig zu machen, die mit bestimmten kognitiven Fähigkeiten in Beziehung standen. Eine große Rolle spielte dabei die Untersuchung von Patienten mit kognitiven Ausfällen aufgrund genau lokalisierbarer Schädigungen des Gehirns. Allerdings waren auch die Methoden der Neurowissenschaft des 19. Jahrhunderts noch zu grob, um Korrelate bestimmter Bewusstseinsprozesse beschreiben zu können. Eine erhebliche Verbesserung gab es erst mit der Elektroenzephalografie (EEG) und den bildgebenden Verfahren. Durch diese neuen Methoden wurde es möglich, neuronale Aktivität in bestimmten Gehirnregionen aufzuzeichnen. Des Weiteren wurde ein Verfahren entwickelt, durch Transkranielle Magnetstimulation (TMS) auf nichtinvasive Weise Prozesse in ausgewählten Gehirnregionen vorübergehend von außen her zu verändern.
Die neurowissenschaftliche Bewusstseinsforschung weist verschiedene Verbindungen zur Philosophie des Geistes auf: Zum einen scheint es durch die Forschung erstmals absehbar zu sein, die biologischen Prozesse zu beschreiben, die mit dem Phänomen des bewussten Erlebens zusammenhängen. Zum anderen beinhaltet die Suche nach neuronalen Korrelaten keine unmittelbare Parteinahme für eine bestimmte philosophische Position: Reduktionisten können davon ausgehen, dass die Suche nach Korrelaten der erste Schritt in der Zurückführung des Bewusstseins auf biologische Prozesse ist. Andere Theoretiker verstehen die Suche nach neuronalen Korrelaten nicht als reduktionistisch: Man könne mit ihnen die Beziehung zwischen Geist und Gehirn beschreiben, ohne das eine auf das andere zurückzuführen. Sogar einige dualistische Positionen – etwa die von David Chalmers – seien mit der Existenz von neuronalen Korrelaten vereinbar.

## Was ist ein neuronales Korrelat?
Neuronale Korrelate des Bewusstseins sind Strukturen und Prozesse im Gehirn, die mit bewusstem Erleben in Beziehung stehen. Bei genauerer Betrachtung erweist sich der Begriff jedoch als nicht eindeutig.
Zunächst muss danach gefragt werden, ob man nach einem Korrelat bewussten Erlebens im Allgemeinen oder nach Korrelaten von speziellen bewussten Erlebnissen, wie einer bestimmten Wahrnehmung oder Erinnerung, sucht. Beide Ziele können zu sinnvollen Forschungsprojekten führen. Ein Korrelat im ersten Sinne wäre hinreichend dafür, einem Lebewesen bewusstes Erleben zuzusprechen. In den Neurowissenschaften wird jedoch meistens nach Korrelaten im zweiten Sinne gesucht.

## Methoden und Forschungsergebnisse

### Bewusste und unbewusste Verarbeitungen
Ein wichtiger Gesichtspunkt ist die Unterscheidung zwischen bewussten und unbewussten Verarbeitungen. Kognitionspsychologische Standardtechniken wie das Priming zeigen, dass Wahrnehmung und Gedächtnis in Teilen unbewusst bleiben. Dies hat offensichtliche Konsequenzen für die Neurowissenschaft: Wird einer Person etwa ein Objekt visuell präsentiert, so verarbeitet das Gehirn zahlreiche Informationen über dieses Objekt, doch nur ein Teil dieser Informationen wird der Person bewusst. Für die Suche nach neuronalen Korrelaten bewussten Erlebens ergibt sich somit die Herausforderung, diejenigen neuronalen Verarbeitungsprozesse, die mit bewussten Vorgängen verknüpft sind, von denen zu trennen, die unbewusst ablaufen.

Vom visuellen Cortex (rot) führt der dorsale Strom zum hinteren Parietallappen (gelb), der ventrale Strom zum Cortex temporalis inferior (grün).

Ein Beispiel hierfür ist die Unterscheidung zwischen einem dorsalen und einem ventralen Strom der visuellen Wahrnehmung. Gestützt durch Läsionsstudien führten Leslie G. Ungerleider und Mortimer Mishkin die Unterscheidung zwischen zwei Verarbeitungsbahnen ein. Vom visuellen Cortex gehen zwei Hauptströme aus: 1) Ventraler Strom: Hier werden Signale in den Cortex temporalis inferior (IT) geleitet, wo eine Analyse von Eigenschaften – wie Farbe, Muster und Form – stattfindet. 2) Dorsaler Strom: Hier werden Signale zum hinteren Parietallappen weitergeleitet, wo eine räumliche Lokalisation des Objektes stattfindet. In neueren Arbeiten haben Melvyn Goodale und David Milner die Idee der zwei Verarbeitungsströme der visuellen Wahrnehmung übernommen und mit einer These über bewusstes Erleben verknüpft. Laut Goodale und Milner ist die Verarbeitung im ventralen Strom mit bewusster, phänomenaler Wahrnehmung verbunden, während die dorsale Verarbeitung weitgehend unbewusst abläuft. Neuronale Korrelate der bewussten visuellen Wahrnehmung wären nach dieser These unter anderem im Cortex temporalis inferior lokalisiert.

### Binokulare Rivalität
Eine klassische Methode bei der Suche nach neuronalen Korrelaten bewussten Erlebens basiert auf dem Phänomen der binokularen Rivalität. Als binokulare Rivalität bezeichnet man den spontanen Wechsel des bewusst wahrgenommenen Gegenstands. Eine binokulare Rivalität tritt auf, wenn man den beiden Augen zwei unterschiedliche Bilder präsentiert, die nicht in ein einheitliches Bild integriert werden können. Ein Beispiel: Man kann dem linken Auge etwa einen roten, vertikalen Balken präsentieren und dem rechten Auge einen grünen, horizontalen Balken. Damit konfrontiert, nimmt die Versuchsperson in abwechselnder Folge einen roten oder einen grünen Balken wahr, nie jedoch beide Bilder zugleich. Zudem kann die Person die bei ihr auftretenden inneren Bildwechsel nicht willentlich kontrollieren.
Bei der Suche nach neuronalen Korrelaten bewussten Erlebens kann man sich dieses Phänomen zunutze machen, indem man untersucht, welche Änderungen des neuronalen Geschehens im Moment des Umschlags des Wahrnehmungsbildes stattfinden. Wichtige Experimente zu diesem Thema wurden insbesondere von Nikos Logothetis durchgeführt. Die Ergebnisse zeigten, dass viele Elemente der neuronalen Verarbeitung während des Wahrnehmungsumschwungs unverändert blieben. Nicht nur, dass die Stimulation der Retina bei den verschiedenen Wahrnehmungszuständen gleich blieb, sogar in weiten Teilen des visuellen Cortex zeigte sich während des Wahrnehmungsumschwung keine Veränderung. Vielmehr schienen dort noch die Informationen über die beiden präsentierten Bilder vorhanden zu sein. Anders sah es allerdings in Teilen des Temporallappens aus, wo ein Wechsel in der neuronalen Aktivität tatsächlich mit dem Wechsel des subjektiv wahrgenommenen Bildes korrelierte.

### Läsionen
Von besonderer Bedeutung für die Bewusstseinsforschung sind Fälle, in denen das bewusste Erleben gestört ist, aber die dazugehörende Informationsverarbeitung in Teilen intakt bleibt. Ein bekannter Fall ist die insbesondere von Lawrence Weiskrantz erforschte Rindenblindheit (blindsight). Patienten mit Rindenblindheit nehmen sich als vollständig blinde Personen wahr. Sie können subjektiv keinen visuellen Input erleben. Wenn man die Patienten jedoch bittet, zu „raten“, wo sich ein gegebener visueller Stimulus befindet, so zeigen diese Patienten Leistungen, die weit über ein zufallsgesteuertes Raten hinausgehen. Die Erklärung ist, dass bei Rindenblindheit nicht die Retina, sondern der visuelle Cortex beschädigt ist. Dabei bleiben jedoch Verarbeitungswege intakt, die einen unbewussten Informationsfluss ermöglichen. Ähnliche Phänomene lassen sich auch für andere kognitive Leistungen ausmachen. Patienten mit Aphasie, Amnesie oder Agnosie erleben subjektiv einen Verlust von Sprachverständnis, Gedächtnis oder Objekterkennung. Experimente zeigen jedoch, dass einige dieser Patienten unbewusst Teile eben der Leistungen bringen können, zu denen sie subjektiv nicht mehr in der Lage scheinen. Solche Erkenntnisse liefern wichtige Beiträge zu der Frage, welche Strukturen und Prozesse notwendig für bewusstes Erleben sind.

## Theorien
Es gibt viele Hypothesen zu der Frage, welche neuronalen Strukturen und Prozesse Korrelate von bewusstem Erleben bilden. Manche Forscher vermuten, dass die jeweils beteiligten Neuronen auf ganz bestimmte Weise feuern. Andere Theorien versuchen, die neuronalen Korrelate anatomisch einzugrenzen. Die verschiedenen Hypothesen müssen nicht immer als Gegensätze begriffen werden. Zum Teil ergänzen sie sich sogar recht gut.

### Bindungsproblem und 40-Hz-Oszillationen
Eine einflussreiche Theorie wird etwa von Francis Crick und Christof Koch vertreten und basiert auf Ideen, die im Kontext des Bindungsproblems formuliert worden sind. Das Bindungsproblem entsteht durch die Frage, wie es dem Gehirn gelingt, vielfältige sensorische Informationen zu einheitlichen Wahrnehmungen zu verbinden. Experimente und theoretische Überlegungen führten zu der Erkenntnis, dass das Gehirn auf Informationen in Form von verteilten Repräsentationen zugreifen muss. Zwar mag es zunächst plausibel klingen, dass das Gehirn ein Objekt mittels eines spezifischen Neurons repräsentiert: Wäre ein solches „Großmutterneuron“ aktiv, so wäre das entsprechende Objekt (etwa die Großmutter) vom Gehirn repräsentiert – ansonsten nicht. Eine derartige Form der Repräsentation kann jedoch nicht durchgängig realisiert sein. Die Menge von möglichen Kombinationen von Merkmalen führt dazu, dass Menschen nahezu unbegrenzt viele verschiedene Objekte wahrnehmen können. Bei einer derartigen kombinatorischen Explosion kann nicht für jedes Objekt ein spezielles Neuron bereitgehalten werden.
Durch verteilte Repräsentationen würde das Gehirn selbst eine kombinatorische Explosion erzeugen. Verschiedene Neuronen würden nicht mehr Objekte, sondern Merkmale repräsentieren. Diese Merkmale könnten miteinander kombiniert und so ein etwa visuell wahrgenommenes Objekt repräsentiert werden. Nun stellt sich allerdings die Frage, wie das Gehirn registriert, welche Merkmale in einem Objekt miteinander verknüpft sind. Besonders drängend ist dieses Problem, wenn – wie im Alltag üblich – mehrere Objekte zugleich wahrgenommen werden. Man nehme an, dass das Gehirn die unterschiedlichen Merkmale der verschiedenen Objekte durch verteilte Repräsentationen speichert. Wie kommt es nun zu einer korrekten Verknüpfung der Merkmale und zu einer einheitlichen Wahrnehmung? Diese Frage bezeichnet man als „Bindungsproblem“. Der Neuroinformatiker Christoph von der Malsburg entwickelte Anfang der 1980er Jahre einen Lösungsvorschlag für das Bindungsproblem: Das Gehirn könne die Merkmale verknüpfen, indem die repräsentierenden Neuronen durch synchrones Feuern einen vorübergehenden Verbund bildeten. Diese Hypothese erregte einige Jahre später internationale Aufmerksamkeit, nachdem die Forschergruppe um Wolf Singer sie experimentell stützen konnte.
Da mit dem Phänomen des synchronen Feuerns das Entstehen einheitlicher Wahrnehmung erklärt werden sollte, lag es nahe, es auch für bewusstes Erleben in Betracht zu ziehen. Einflussreich ist hier insbesondere der Aufsatz von Crick und Koch aus dem Jahre 1990 geworden. Die beiden Forscher nahmen an, dass eine oszillierende Aktivität im 40-Hz-Bereich das neuronale Korrelat bewussten Erlebens sei. Auch heute noch spielen synchrone Neuronenaktivitäten eine zentrale Rolle in vielen Theorien zu neuronalen Korrelaten. Allerdings wird meistens davon ausgegangen, dass ein derart synchrones Feuern alleine noch nicht hinreichend für eine bewusste Wahrnehmung ist. Dies haben selbst Crick und Koch in einem ihrer letzten gemeinsamen Aufsätze erklärt: „Wir glauben nicht mehr, dass synchronisiertes Feuern – etwa die so genannte 40-Hz-Oszillation – hinreichend für das neuronale Korrelat des Bewusstseins ist.“ Wolle man die zeitliche Verbundbildung weiterhin mit der Idee des neuronalen Korrelats bewussten Erlebens verbinden, so könne man die These auf bestimmte Verbundbildungen eingrenzen – etwa solche, die in einer definierten Gehirnregion auftreten.

### Neuroanatomische Theorien

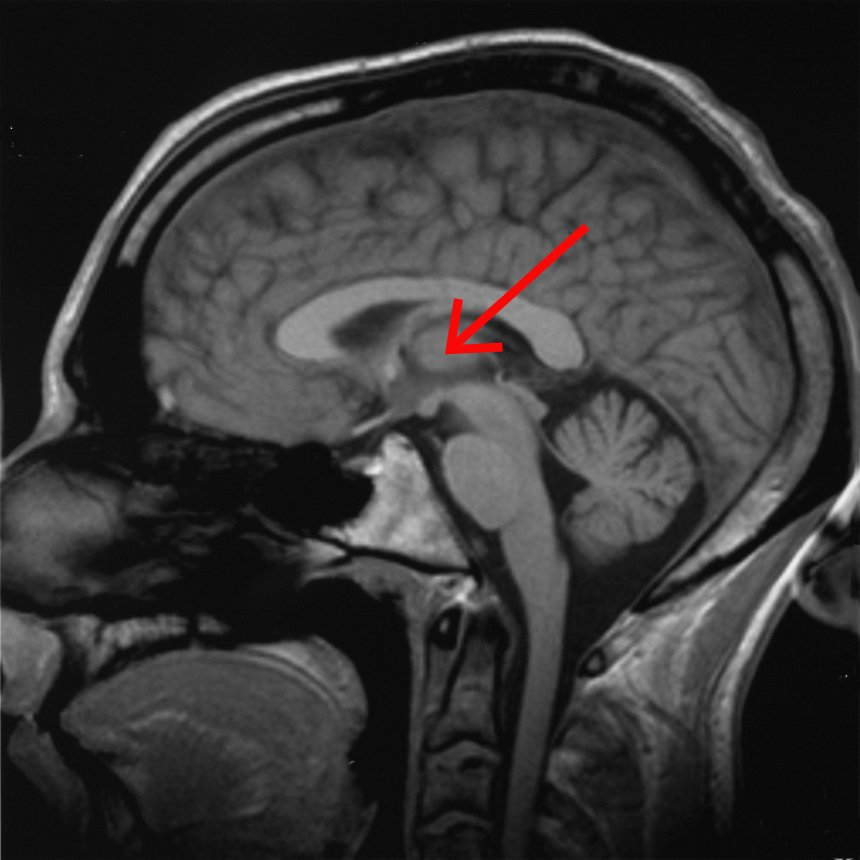
Ein fMRT-Scan, der Thalamus ist durch den Pfeil markiert.

Welche neuronalen Strukturen haben nun eine herausgehobene Stellung? Die oben ausgeführten Ergebnisse über den dorsalen und ventralen Strom und über die binokulare Rivalität legen eine zentrale Rolle des Cortex temporalis inferior nahe, zumindest bei der visuellen Wahrnehmung.
Eine weitere wichtige Region ist der Thalamus, eine Teilstruktur des Zwischenhirns. Schon Wilder Penfield erklärte 1937: „Alle Teile des Gehirns können in den normalen bewussten Prozess eingebunden sein, doch das unerlässliche Substrat des Bewusstseins liegt vermutlich außerhalb der Großhirnrinde – im Zwischenhirn.“ Auch wenn viele Elemente von Penfields Bewusstseinstheorie heute als veraltet gelten, spielt das Zwischenhirn – und im Besonderen der Thalamus – weiterhin eine große Rolle bei der Suche nach neuronalen Korrelaten bewussten Erlebens. Joseph Bogen etwa behauptet, dass Bewusstsein mit Aktivität in und um die unspezifischen Thalamuskerne korreliert sei. Auch Gerald Edelman und Giulio Tononi betonen in ihrer Theorie die Rolle des Thalamus. Allerdings ist nach ihrer Ansicht spezifische Aktivität im Thalamus alleine nicht hinreichend für bewusstes Erleben. Es habe vielmehr zwei zentrale Eigenschaften: 1) Die verschiedenen Merkmale des Erlebten werden als Einheit aufgefasst. Die Eigenschaft des Bewussten des Erlebten lässt sich nicht in Teilkomponenten aufspalten. 2) Bewusstes Erleben ist in dem Sinne differenziert, dass es möglich ist, extrem viele, sehr verschiedene Elemente in einem kurzen Zeitraum zu erleben. Nach Edelman und Tononi muss eine adäquate neurowissenschaftliche Theorie diese Eigenschaften berücksichtigen. Es sollten neurophysiologische Prozesse ausfindig gemacht werden, die sich sowohl durch vereinheitlichende Integration als auch durch Differenziertheit auszeichnen. Edelman und Tononi gehen daher von rekursiven neuronalen Prozessen aus, deren Aktivierung durch Schleifenbahnen („reentrant loops“) läuft. Der Thalamus spielt bei diesen Schleifen eine zentrale Rolle. Die Autoren vertreten dabei einen eher holistischen Ansatz. Sie erwarten demnach, dass sich keine eng umgrenzten Neuronenverbände finden lassen, die als neuronales Korrelat bewussten Erlebens gelten können. Vielmehr komme es immer auf eine sehr umfassende Aktivität in weiten Teilen des Gehirns an.
Erfolge bei der Suche nach neuronalen Korrelaten ergeben sich insbesondere wegen der modularen Arbeitsweise des Gehirns: Es lassen sich Regionen im Gehirn ausmachen, die selektiv bei bestimmten bewussten Erlebnissen aktiv werden. Beispiele sind die Fusiform Face Area, die bei Gesichtswahrnehmungen aktiv wird, und die Parahippocampal Place Area, die auf Häuser und visuelle Szenen anspricht. Aktivitäten in diesen Regionen erlauben daher Schlüsse auf den Inhalt der Wahrnehmung. Noch detailliertere Kenntnis über den aktuellen Wahrnehmungszustand kann man durch Messung der Aktivität von einzelnen Neuronen erreichen. So wurden Neuronen gefunden, die nur auf die Gesichter eines bestimmten Prominenten ansprechen. Bei einem Patienten wurde etwa ein Neuron gefunden, das nur bei Bildern von Bill Clinton überdurchschnittlich aktiv wurde. Bei 50 präsentierten Bildern antwortete das Neuron nur auf eine Karikatur Bill Clintons, sein offizielles Porträt und ein Gruppenbild mit Clinton. Ähnliche Ergebnisse wurden auch bei Bildern anderer Prominenter erzielt.

## Philosophische Probleme
Manche Philosophen halten die oben dargestellte reduktionistische Möglichkeit für unrealistisch. Sie argumentieren, dass selbst eine detaillierte Kenntnis der neuronalen Prozesse nicht die Erklärungslücke zwischen bewusstem Erleben und biologischen Prozessen schließen werde. Die Erklärungslücke ergebe sich daraus, dass bewusstes Erleben durch besondere Eigenschaften ausgezeichnet sei – insbesondere durch die Qualia. Unter „Qualia“ verstehe man die subjektiven Erlebnisgehalte, also etwa Schmerzen oder Freude. Nun wird argumentiert, dass keine noch so detaillierte Beschreibung des neuronalen Geschehens verständlich machen könne, warum etwas subjektiv erlebt werde. Man könne nur zeigen, dass etwa bei Kopfschmerzen bestimmte Aktivitäten im Gehirn auftreten. Damit sei aber noch nicht erklärt, warum es bei dieser Aktivität zu dem Erlebnis von Schmerzen komme. Dies bedeute somit, dass eine neurowissenschaftliche Theorie das Erleben eben nicht erklären könne.
Ein ähnliches Argument gegen den Reduktionismus basiert auf dem Konzept der Intentionalität. Mit „Intentionalität“ ist gemeint, dass sich einige mentale Prozesse auf Objekte oder Sachverhalte in der Welt beziehen. Es ist diese Bezugnahme, die Gedanken wie Sätze wahr oder falsch sein lässt. Ein Beispiel: Der Gedanke, dass Salamanca die älteste Universität Spaniens besitzt, lässt sich auf den historischen Sachverhalt beziehen, dass Salamanca die älteste Universität Spaniens besitzt. Es ist dieser Bezug, der den Gedanken wahr macht. Nun argumentieren einige Philosophen, dass sich neuronale Prozesse nicht auf Salamanca oder einen Sachverhalt über Salamanca beziehen und daher auch nicht wahr oder falsch sein können. Da Gedanken die Eigenschaft der Intentionalität haben, neuronale Prozesse jedoch nichtintentional seien, ließen sich Gedanken nicht auf neuronale Prozesse reduzieren. Dies sei auch dann nicht möglich, wenn man die neuronalen Korrelate von Gedanken gefunden und erforscht hat.
Andere Philosophen und Naturwissenschaftler weisen diese Argumente zurück. Insbesondere beim Phänomen der Intentionalität halten Forscher neurowissenschaftliche Erklärungen für möglich. Oft beziehen sich solche Erklärungsversuche auf den Begriff der Repräsentation: Einige neuronale Prozesse sind Repräsentationen von Sachverhalten. Durch derartige Repräsentationen werde ein intentionaler Bezug hergestellt, und die Prozesse könnten wahr oder falsch genannt werden. Es wird darauf verwiesen, dass auch Maschinen wahre und falsche Repräsentationen hätten, solche zum Teil sogar erkennen und korrigieren könnten, und auch programmierte Auslöser von Aktionen hätten; siehe Künstliche Intelligenz.
Manche Philosophen, wie Daniel Dennett und Paul Churchland bestreiten die Berechtigung der Annahme von Qualia. Andere Forscher wollen nicht so weit gehen wie Dennett und die Churchlands aber dennoch an der Möglichkeit einer reduktiven Erklärung festhalten. Sie argumentieren oft mit der Analogie der wissenschaftlichen Erklärung des Lebens: Auch das Phänomen des Lebens galt lange Zeit als (naturwissenschaftlich) unerklärbar, was zu mysteriös anmutenden Auffassungen wie der des Vitalismus führte. Mit den Fortschritten der modernen Biologie verschwand jedoch ein großer Teil der Erklärungslücke, so dass heute Leben nicht mehr als ein grundsätzlich mysteriöses und unerklärliches Phänomen gilt. Während manche Forscher glauben, eine ähnliche Entwicklung in Bezug auf bewusstes Erleben erwarten zu dürfen, weisen andere diese Analogie zurück. Zu groß seien die Unterschiede zwischen den damaligen Problemen bei der Erklärung des Lebens und den heutigen Problemen bei einer Erklärung bewussten Erlebens. Daneben gibt es allerdings auch weiterhin Philosophen (etwa Vertreter der Neuscholastik), die nicht nur bewusstes Erleben, sondern auch Leben nur durch eine immaterielle Substanz, wie den Geist bzw. die Seele, für ausreichend erklärbar halten.